# الاتحاد العربي (مصطلح)

خريطة الوطن العربي.

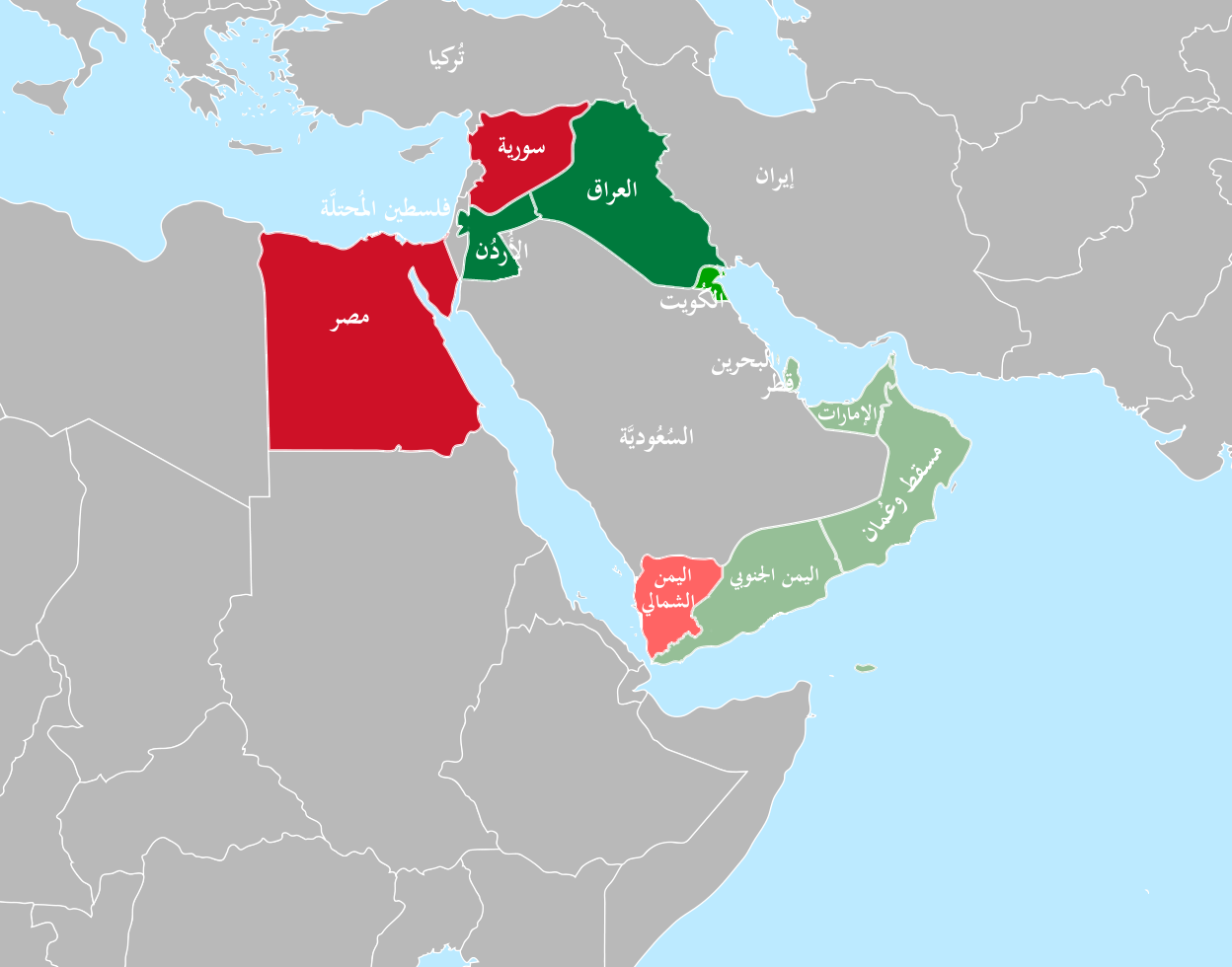
الشرق الأوسط في عام 1958: الجمهورية العربية المتحدة (باللون الأحمر), الدول العربية المتحدة (باللون الأحمر العادي والأحمر الفاتح), الاتحاد العربي (باللون الأخضر), إمارة الكويت (باللون الأخضر الغامق), ومحميات بريطانية في الخليج العربي (باللون الأخضر الفاتح).

الاتحاد العربي هو مفهوم مقترح لاتحاد سياسي للدول العربية. استخدم المصطلح لأول مرة عندما وعدت الإمبراطورية البريطانية بإستقلال الدول العربية، في مقابل الثورة ضد الدولة العثمانية، التي كانت بريطانيا في حالة حرب معها.
اتفاقية سايكس بيكو لم تؤت ثمارها بعد. ومع ذلك، دعا الكثيرون في العالم العربي منذ ذلك الحين إلى إنشاء دولة عربية واحدة. قام الرئيس المصري جمال عبد الناصر بعدة محاولات فاشلة لتوحيد مصر مع الدول العربية الأخرى (بما في ذلك العراق، واليمن الشمالي، وسوريا). قام زعماء عرب آخرون بمحاولات مماثلة، مثل حافظ الأسد، وأحمد حسن البكر، وفيصل الأول من العراق، ومعمر القذافي، وصدام حسين، وجعفر النميري، ومحمد أنور السادات.
في قمة جامعة الدول العربية عام 2004 في القاهرة، اقترح الرئيس اليمني علي عبد الله صالح إنشاء اتحاد عربي، ليحل محل الجامعة العربية، من أجل هيئة سياسية وجغرافية أقوى، قادرة على التعامل مع القضايا العالمية. ومع ذلك، فشل الاقتراح في الوصول إلى جدول أعمال الجامعة، حتى قمة عام 2009 في الدوحة، عندما تقرر النظر فيه ومناقشته.

## اقتراحات تشكيل الإتحاد العربي
في قمة جامعة الدول العربية في القاهرة عام 2004، اقترح الرئيس اليمني علي عبد الله صالح إنشاء اتحاد عربي يحل محل جامعة الدول العربية من أجل إيجاد اتحاد سياسي وكيان جغرافي أقوى، قادر على التعامل مع قضايا العالم. ومع ذلك، فشل الاقتراح في الوصول إلى جدول أعمال الجامعة.
خلال الربيع العربي في عام 2011، طرحت المملكة العربية السعودية اقتراحًا لتحويل مجلس التعاون الخليجي إلى "اتحاد خليجي" بتنسيق اقتصادي وسياسي وعسكري أكثر إحكامًا وتقاربًا، وهو ما يُنظر إليه على أنه خطوة لموازنة النفوذ الإيراني في المنطقة. ولكن اعتراضات دول أخرى على الاقتراح.
في عام 2014، قال رئيس الوزراء البحرين - خليفة بن سلمان آل خليفة - "إن الأحداث الجارية في المنطقة سلطت الضوء على أهمية إنشاء إتحاد خليجي لمواجهة الفوضي في المنطقة".